# مرت کوبو
مَرت کوبو (استونیایی: Märt Kubo؛ زادهٔ ۱۱ آوریل ۱۹۴۴) مدرس و کارگردان تئاتر، نویسنده، منتقد، سیاستمدار و نماینده سابق مجلس اهل استونی است. وی وزیر فرهنگ دولت انتقالی استونی در سال ۱۹۹۲ بوده‌است.